# Phyllophaga changuena
Phyllophaga changuena är en skalbaggsart som beskrevs av Moron 2003. Phyllophaga changuena ingår i släktet Phyllophaga och familjen Melolonthidae. Inga underarter finns listade i Catalogue of Life.